# Raccolta (New Trolls)
Raccolta è il sesto album antologico del gruppo musicale italiano dei New Trolls, pubblicato nel 1987.

## Tracce
1. Sensazioni
2. Visioni
3. Lei mi diceva
4. Una miniera
5. Quella musica
6. Una nuvola bianca
7. Annalisa
8. Corro da te
9. Io che ho te
10. Un'ora
11. Davanti agli occhi miei
12. Vorrei comprare una strada
13. Ho veduto
14. Signore, io sono Irish
15. Ti ricordi Joe?
16. Quella carezza della sera
17. Aldebaran
18. Là nella casa dell'angelo